# Дімітріос Максімос
Дімітріос Максімос (грец. Δημήτριος Μάξιμος; 1873 — 17 жовтня 1955) — грецький банкір і політик, прем'єр-міністр країни.

## Життєпис
Народився 1873 року в Патрах. Розпочав свою кар'єру в банківській справі. З 1933 до 1935 року був міністром закордонних справ в уряді Панаїса Цалдаріса. Очолював уряд 1947 року. Помер 17 жовтня 1955.
Його будинок в центрі Афін з 1982 року є офіційною резиденцією прем'єр-міністра Греції.